# Widmowiec wielki
Widmowiec wielki (Vampyrum spectrum) – gatunek ssaka z podrodziny liścionosów (Phyllostominae) w obrębie rodziny liścionosowatych (Phyllostomidae).

## Taksonomia
Gatunek po raz pierwszy zgodnie z zasadami nazewnictwa binominalnego nazwał w 1758 roku szwedzki przyrodnik Karol Linneusz nadając mu nazwę Vespertilio spectrum. Holotyp pochodził z Surinamu (w oryginalnym opisie Linneusz wskazał łac. „Habitat in America australi”×10lin). Jedyny przedstawiciel rodzaju widmowiec (Vampyrum) który nazwał w francusko-amerykański przyrodnik Constantine Samuel Rafinesque. 
W 1917 roku amerykański zoolog Edward Alphonso Goldman zaproponował podgatunek nelsoni, ale jego rozróżnienie zostało zakwestionowane w kilku badaniach. Autorzy Illustrated Checklist of the Mammals of the World uznają ten gatunek za monotypowy. 

### Etymologia
- Vampyrum: fr. vampire „wampir”[19].
- spectrum: łac. spectrum „zjawa, widmo”, od specere „patrzeć na”[20].

## Zasięg występowania
Widmowiec wielki występuje w południowym Meksyku (od południowej części stanu Veracruz, przez stany Oaxaca, Chiapas i południową część półwyspu Jukatan) na południe przez Amerykę Środkową do Kolumbii, Wenezueli, Trynidadu, Gujany, Ekwadoru, wschodniego Peru, północnej Boliwii, brazylijskiego dorzecza rzeki Amazonka i południowo-środkowej Brazylii aż do południowy Pantanal w Mato Grosso do Sul. Jedna obserwacja z Jamajki może być błędna, bo widmowiec wielki nie należy do fauny nietoperzy tej wyspy.

## Morfologia
Długość ciała 125–158 mm, ogona brak, długość ucha 39–49 mm, długość tylnej stopy 32–38 mm, długość przedramienia 98–110 mm; rozpiętość skrzydeł 70–100 cm; masa ciała 126–190 g. Wzór zębowy: I {\displaystyle {\tfrac {2}{2}}} C {\displaystyle {\tfrac {1}{1}}} P {\displaystyle {\tfrac {2}{3}}} M {\displaystyle {\tfrac {3}{3}}} = 34. Kariotyp wynosi 2n = 30 i FN = 56; chromosom X jest submetacentryczny, natomiast chromosom Y jest akrocentryczny.

## Ekologia

### Tryb życia
Widmowiec wielki uważany był dawniej za krwiopijcę, jak mniejsze nietoperze z podrodziny wampirów, ze względu na wielkość groźnego dla ludzi. W rzeczywistości jest to drapieżnik, który poluje na gryzonie, ptaki i inne nietoperze. Potrafi bardzo zręcznie biegać na czterech kończynach. Poluje, czatując np. na mysz, po czym zadaje jej jeden śmiertelny cios w głowę, miażdżąc ją, lub skręca kark ofiary.

### Rozmnażanie
Okres godowy tych nietoperzy przypada na czerwiec. Samice są bardzo troskliwymi matkami, ponieważ nieustannie liżą swoje młode i pod koniec okresu ssania karmią swoje młode przeżutymi kawałkami mięsa myszy.